# Stepan Gawrilowitsch Glotow
Stepan Gawrilowitsch Glotow (russisch Степа́н Гаврилович Гло́тов, wissenschaftliche Transliteration Stephan Gavrilovič Glotov; * um 1729 Russisches Kaiserreich; † 23. Apriljul. / 4. Mai 1769greg. auf Unimak) war ein russischer Pelzhändler und Erforscher der Beringstraße und Küste Alaskas.

## Leben
Ab 1746 ist Glotow nachweislich in der Beringstraße als Pelzhändler beschäftigt, u. a. im Auftrag des Kaufmanns Fjodor Cholodilow. Ab 1758 unternahm er in der Tradition von Vitus Bering drei Forschungsreisen zur Erkundung Alaskas. So war Glotow im Jahr 1763 als erster Europäer auf der Insel Kodiak, der er auch den Namen gab. Auf seiner letzten Reise starb er an Skorbut.

## Nachweise
1. ↑  B. N. Bolgutsev: Морской биографический справочник Дальнего Востока России и русской Америки. Hrsg.: А. I. Gruzdev. Ussuri Publishing House, Wladiwostok 1998, ISBN 5-85832-112-7, S. 60 (russisch, 232 S., rusneb.ru [PDF; 250,0 MB; abgerufen am 21. Juli 2020]).

| Personendaten    | Personendaten |
| ---------------- | --- |
| NAME             | Glotow, Stepan Gawrilowitsch                                                                                         |
| ALTERNATIVNAMEN  | Glotow, Stepan; Гло́тов, Степа́н Гаврилович (russisch); Glotov, Stephan Gavrilovič (wissenschaftliche Transliteration) |
| KURZBESCHREIBUNG | russischer Seefahrer, Erforscher der Beringstraße und Alaskas                                                        |
| GEBURTSDATUM     | 1729 |
| GEBURTSORT       | Russisches Kaiserreich                                                                                               |
| STERBEDATUM      | 4. Mai 1769 |
| STERBEORT        | Unimak |